# جان بانگرت
جان بانگرت (انگلیسی: Jann Bangert؛ زادهٔ ۲۰ آوریل ۱۹۹۷) بازیکن فوتبال اهل آلمان است.
از باشگاه‌هایی که در آن بازی کرده‌است می‌توان به باشگاه فوتبال آینتراخت فرانکفورت اشاره کرد.